# Carla MacLeod
Pour les articles homonymes, voir MacLeod.
Carla MacLeod (née le 16 juin 1982 à Edmonton, Alberta, Canada) est une joueuse de hockey sur glace canadienne, membre de l'équipe du Canada de hockey sur glace féminin.
Avec le Canada, elle est championne du monde en 2007, vice-championne du monde en 2005, 2008 et 2009.
Elle est aussi double championne olympique en 2006 à Turin et en 2010 à Vancouver.